# Disparia sundana
Disparia sundana är en fjärilsart som beskrevs av Walter Karl Johann Roepke 1944. Disparia sundana ingår i släktet Disparia och familjen tandspinnare. Inga underarter finns listade i Catalogue of Life.